# Edelmiro Julián Farrell
Pour les articles homonymes, voir Farrell.
Edelmiro Julián Farrel, né le 12 février 1887 à Avellaneda et mort le 31 octobre 1980 à Buenos Aires, est un militaire argentin qui exerça de facto la présidence de la Nation du 25 février 1944 au 4 juin 1946, dirigeant ainsi le pays à la fin de la deuxième des cinq dictatures militaires qui ont gouverné le pays.

## Biographie
Sorti de l'école militaire en 1907, il fut envoyé en Italie où il vécut deux ans au sein d'un régiment alpin (de 1924 à 1926).
De retour en Argentine, il participa comme Rawson au coup d'État du 4 juin 1943, qui renversa Ramón Castillo. À l'inverse de Pedro Ramírez et de Juan Perón, il ne faisait pas partie du GOU (ou Groupe des Officiers Unis), qui avait manigancé le coup d'État. Il exerça la fonction de ministre de la guerre et vice-président de la nation sous le gouvernement du général Pedro Pablo Ramírez, qui avait destitué Arturo Rawson. Farell déposa à son tour ce dernier, pour devenir de facto Président de la Nation du 25 février 1944 au 4 juin 1946.
En 1945, au mois de juillet, Farrell annonça la tenue d'élections présidentielles, lesquelles furent remportées par Juan Domingo Perón. 
Il meurt en 1980 à 93 ans. Sa femme est morte en 1977 à 84 ans.